# Castillo de Bråborg
El castillo de Bråborg es un antiguo fortín real situado en Bråviken, municipio de Norrköping, en la Provincia de Östergötland, Suecia. Lo único que queda del castillo son algunas ruinas.

## Historia
La estructura fue construida por la reina viuda Gunilla Johansdotter entre 1588-1590 y vivió allí después de que su marido, el rey Juan III de Suecia, muriera en 1592. Gunilla Johansdotter falleció en 1597. Bråborg perteneció más tarde a su hijo, el duque Juan de Östergötland. En 1612 se casó con su prima, la princesa María Isabel de Suecia. Ambos murieron en Bråborg en 1618.
El edificio fue parcialmente destruido por un incendio en 1669 y en 1719 y fue incendiado por un ejército ruso. El ejército también atacó la cercana ciudad de Norrköping. Los habitantes necesitaron reconstruir su pueblo y el material utilizado para la edificación fue la piedra.
Los restos del castillo renacentista cubren una superficie de 240 x 190 metros. Los cimientos y sótanos todavía son visibles hoy en día, junto con los fosos y partes de los jardines.